# Вознесенская церковь (Подвязье)

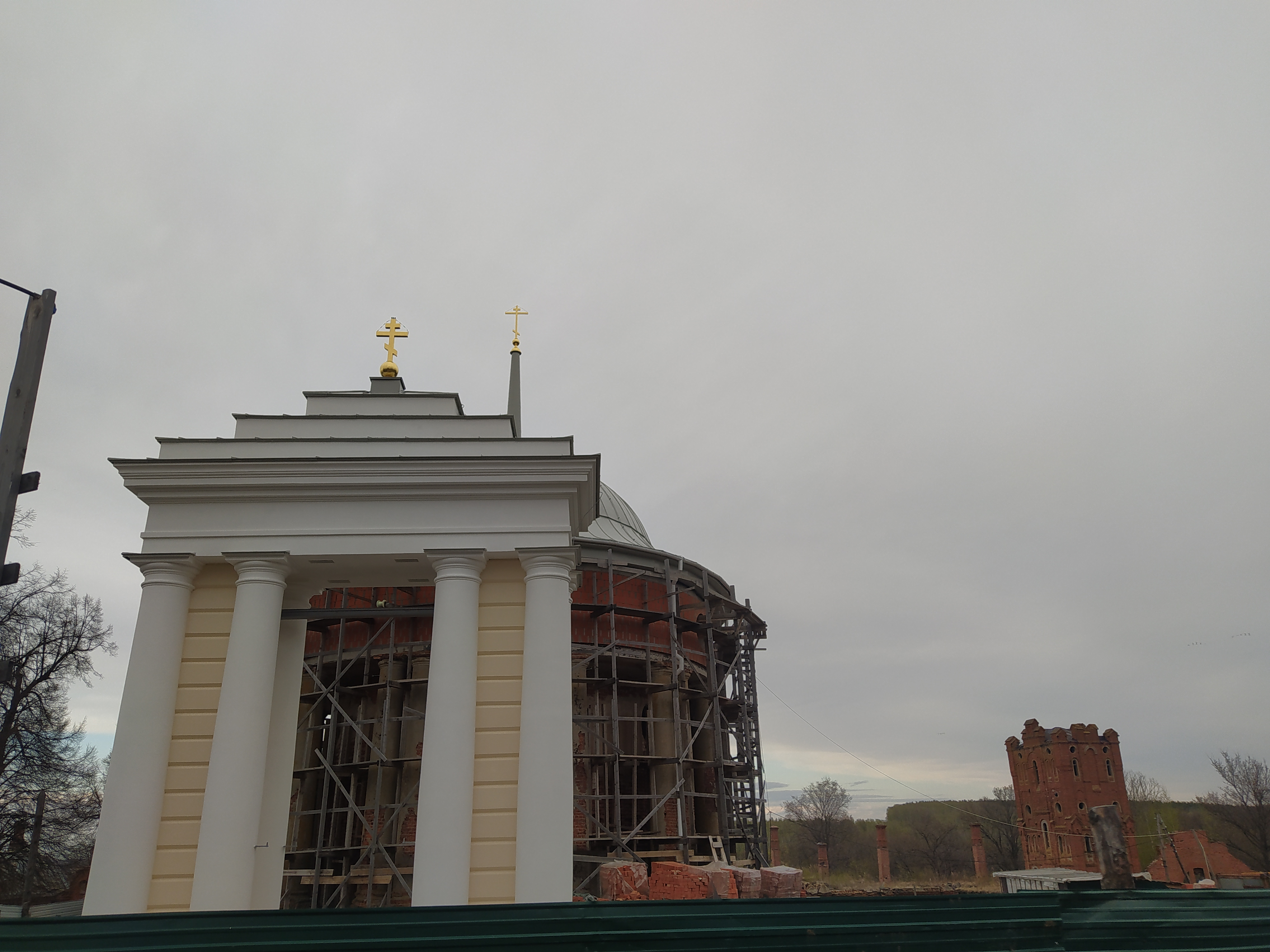

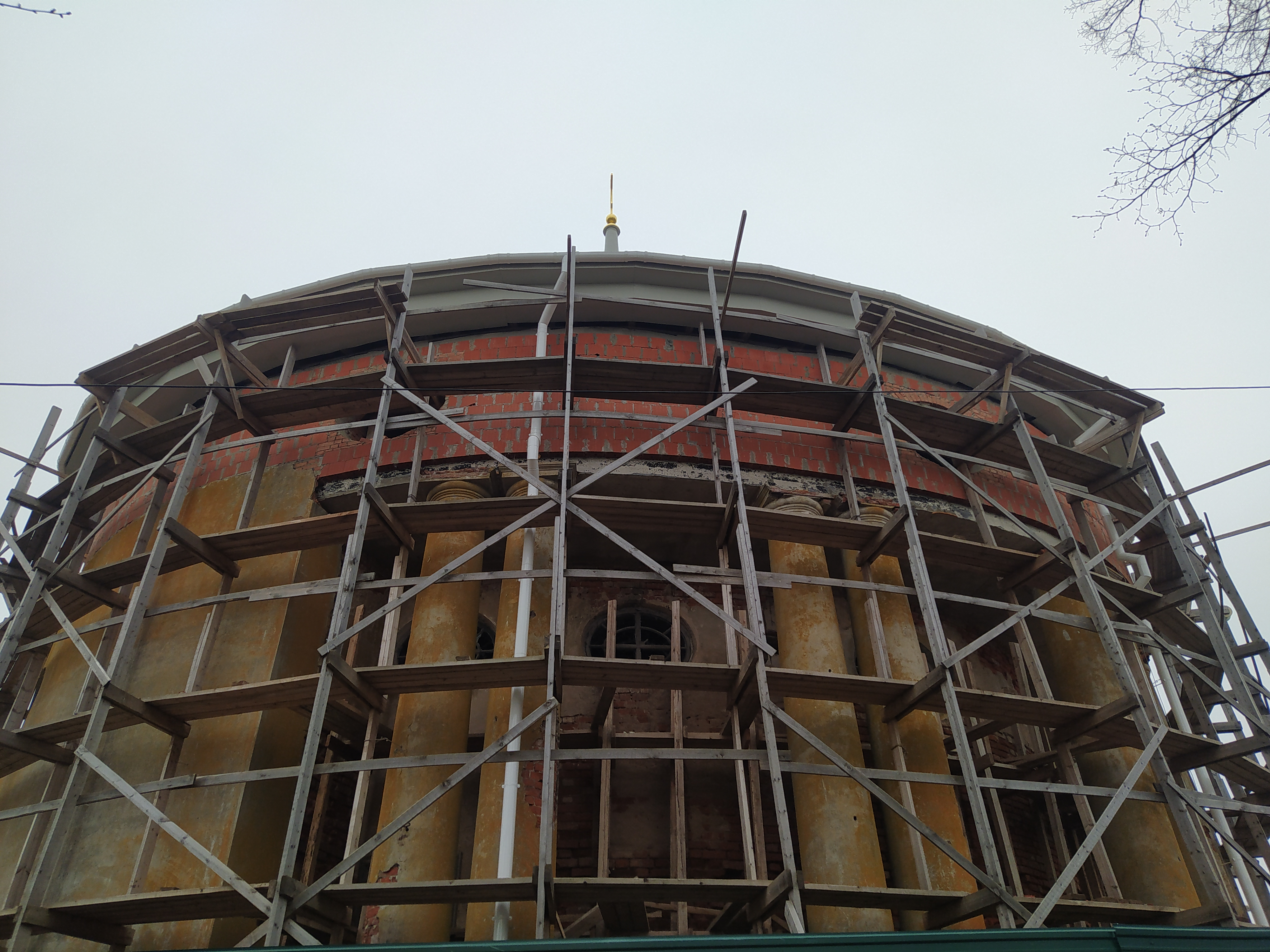

Вознесенская церковь (Воскресенская церковь) — храм Нижегородской епархии Русской православной церкви, расположенная в селе Подвязье Богородского района Нижегородской области. Сооружена в 1818 году Приклонскими, в честь победы России над Наполеоном.

## История
Строение выполнено с овальной ротондой и галереями двойных колонн, поддерживающих выступающие наружу церковные хоры. В прежние времена храм завершал купол с высоким шпилем в центре. По имеющимся свидетельствам, строил ее сын Богдана Михайловича Приклонского — Андрей Приклонский. Возведенный храм внешне не отвечал православным канонам, поэтому епархия в течение 30 лет отказывалась его освящать. По утверждению некоторых знатоков архитектуры, у этого строения имеются признаки масонства (сдвоенные колонны) и черты магометанства (куполообразная крыша, на вершине которой мог бы идеально смотреться полумесяц, а не православный крест). На звоннице в виде триумфальной арки красовались семь серебряных колоколов. В окнах храма некогда сияли дорогие рубиновые витражи из венского стекла. Для этого рубин смешивали с серебром. Со временем серебро, окислившись, приобретало коричневатый оттенок. Эти осколки до недавних пор во множестве можно было отыскать в руинах церкви.
По имевшимся свидетельствам, владелец усадьбы, глава семейства Богдан Михайлович Приклонский, его супруга были похоронены в семейном склепе Воскресенского храма. Новый хозяин Сергей Михайлович Рукавишников приказал замуровать фамильный склеп Приклонских, навсегда похоронив его тайны.
В середине 40-х годов была разграблена и использовалась как овощехранилище.
В 2015 году Вознесенская церковь вместе с Усадьбой Приклонских-Рукавишниковых была передана в безвозмездную аренду на 49 лет Нижегородской епархии, но из-за финансовых проблем усадьба была переведена обратно на баланс области, кроме Вознесенской церкви.
На июль 2020 ведутся активные восстановительные работы, завершен шпиль и начата внешняя отделка.